# Noturus nocturnus
Noturus nocturnus är en fiskart som beskrevs av Jordan och Gilbert, 1886. Noturus nocturnus ingår i släktet Noturus och familjen Ictaluridae. Inga underarter finns listade i Catalogue of Life.